# Paul Tillich
Paul Johannes Oskar Tillich (Starzeddel, 20 de agosto de 1886 — Chicago, 22 de outubro de 1965) foi um teólogo alemão-estadounidense e filósofo da religião. Seu trabalho abordou as implicações cruciais para o cristianismo levantadas pelos filósofos existencialistas do século XX e explorou a relação entre teologia e cultura.

## Vida
Paul Tillich nasceu em Starzeddel, na Prússia Oriental, e residiu em cidades onde seu pai serviu como pastor. Entre 1904-1909 estudou filosofia e teologia nas universidades de Berlim, Tübingen e Halle. Em 1910, recebeu um doutorado em filosofia pela Universidade de Breslávia, e obteve a licenciatura em teologia pela Universidade de Halle em 1912. Serviu como vigário em Nauen de março de 1911 a março de 1912.
Após seu segundo exame teológico, foi ordenado pastor em 18 de agosto de 1912 e atuou como pregador assistente em Berlim-Moabit até 1914. De 1914 a 1918, participou da Primeira Guerra Mundial como capelão de guerra. Em 1916, obteve a Venia legendi para teologia na Universidade de Halle-Vitemberga. Em 10 de agosto de 1918, recebeu a Cruz de Ferro de primeira classe e até o fim daquele ano atuou como capelão do Exército em Berlim-Spandau. A crise no pós-guerra o levou a se juntar ao movimento socialista religioso. Paul lecionou nas universidades de Berlim (1919-1924), Marburg (1924-1925), Dresden (1925-1929), Leipzig (1927-1929) e Frankfurt (1929-1933).
Tendo perdido sua cátedra devido a suas posições antinazistas, Tillich imigrou para os Estados Unidos em 1933, a convite de Reinhold Niebuhr. Entre 1933-1934 foi professor convidado de filosofia na Universidade Columbia e de Filosofia da Religião e Teologia Sistemática no Seminário Teológico da União em New York, do qual foi professor visitante (1933-1937), associado (1937-1940) e titular (1940-1955).
Depois, lecionou nas universidades de Harvard (1955-1962) e de Chicago (1962-1965).
Sua principal obra, "Teologia Sistemática", foi publicada em três volumes. Tillich influenciou diversos teólogos tanto na Europa quanto na América, incluindo nomes como Dietrich Bonhoeffer e Martin Luther King Jr.
Paul Tillich recebeu em 4 de março de 1940 a cidadania americana. Em 1950, se tornou membro da Academia de Artes e Ciências dos Estados Unidos. Em 1956, recebeu a placa Goethe da cidade de Frankfurt am Main; em 1958 o Prêmio Hansischen Goethe; em 1961, agraciado com a Grande Cruz do Mérito com Estrela; em 1962, o Prêmio da Paz dos Editores Alemães.  Também recebeu diversos doutorados honorários, como da Universidade Yale (1940), da Universidade Clark (1954), da Universidade de Chicago (1955), da Universidade Brandeis (1955) e do Springfield College (1965).
Tillich casou-se com Margarethe (Greti) Wever, em 1914, mas se divorciaram em 1921. Casou-se novamente com Hannah Tillich, nascida Johanna Werner, em 1924.
Em 13 de outubro de 1965, Dr. Tillich sofreu um ataque cardíaco e foi internado no Billings Memorial Hospital, Chicago, onde faleceu. Foi cremado e enterrado no jazigo da família.

## Obras em português
- A coragem de ser (The Courage to be). Trad. Eglê Malheiros, Rio de Janeiro, Paz e Terra, 1972.
- Dinâmica da fé (Dynamics of Faith). Trad. Walter O.Schlupp, São Leopoldo, RS, Editora Sinodal, 1985.
- Teologia Sistemática (Systematic Theology). Trad. Getúlio Bertelli, São Paulo, Ed. Paulinas/São Leopoldo, Editora Sinodal, 1984.
- História do pensamento cristão (A History of Christian Thought). Trad. Jaci Maraschin, São Paulo, ASTE, 1988.
- Perspectivas da Teologia Protestante nos séculos XIX e XX (Perspectives on 19th and 20th Century Protestant Theology). Trad. Jaci Maraschin, São Paulo, ASTE, 1986.
- A Era Protestante (The Protestant Era). Trad. Jaci Maraschin, São Bernardo do Campo, Ciências da Religião e Traço a Traço Editorial, 1992.
- Amor, poder e justiça. São Paulo: Novo Século, 2004
- Teologia da cultura. Trad. Jaci Maraschin. São Paulo: Fonte editorial, 2009.

## Obras

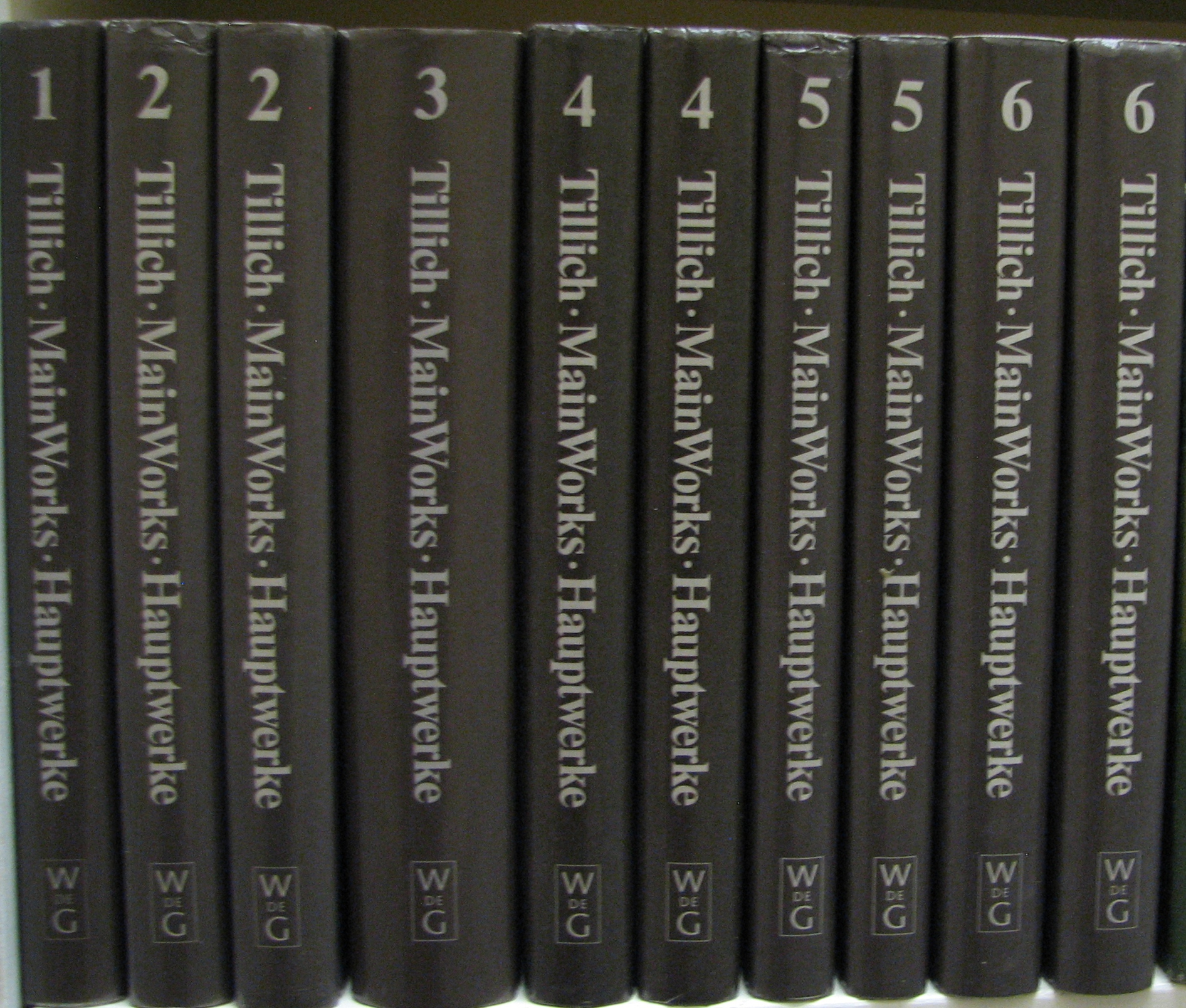
Um conjunto de obras principais de Paul Tillich – Hauptwerke.

- Tillich, Paul (1912), Mysticism and Guilt-Consciousness in Schelling's Philosophical Development, ISBN 978-0-83871493-5, Bucknell University Press (publicado em 1974)
- ——— (1956) [1925, Die religiöse Lage der Gegenwart; Holt 1932], The Religious Situation, Meridian Press, cópia arquivada em 26 de novembro de 2005.
- ——— (c. 1977) [1933, Die Sozialistische Entscheidung; Alfred Protte, Potsdam 1933; new edition: Medusa, Berlin, 1980], The Socialist Decision, Nova York: Harper & Row.
- ——— (1936), The Interpretation of History, cópia arquivada em 26 de novembro de 2005.
- ——— (1948), The Protestant Era, The University of Chicago Press, cópia arquivada em 26 de novembro de 2005.
- ——— (1948), The Shaking of the Foundations (coleção de sermões), Charles Scribner's Sons, cópia arquivada em 26 de novembro de 2005.
- ——— (1951–1963). Systematic Theology (in 3 volumes). Chicago, IL: University of Chicago Press
  - ——— (1951), Systematic Theology, ISBN 978-0-22680337-1, 1.
  - ——— (1957a), Systematic Theology, ISBN 978-0-22680338-8, 2: Existence and the Christ.
  - ——— (1963), Systematic Theology, ISBN 978-0-22680339-5, 3: Life and the Spirit: History and the Kingdom of God
- ——— (1952), The Courage to Be, ISBN 978-0-30017002-3, Yale University Press.
- ——— (1954), Love, Power, and Justice: Ontological Analysis and Ethical Applications, ISBN 978-0-19500222-5, Oxford University Press
- ——— (1955), Biblical Religion and the Search for Ultimate Reality, ISBN 978-0-22680341-8, University Of Chicago Press
- ——— (2006) [1955, Charles Scribner's Sons], The New Being, ISBN 978-0-80329458-5 (coleção de sermões), introd. por Mary Ann Stenger, Bison Press, Religion online.
- ——— (1957b), Dynamics of Faith, ISBN 978-0-06203146-4, Harper & Row
- ——— (1959), Theology of Culture, ISBN 978-0-19976353-5, Oxford University Press
- ——— (1963), Christianity and the Encounter of the World Religions, Columbia University Press, cópia arquivada em 26 de novembro de 2005.
- ——— (1995) [1963, Harper & Row], Morality and Beyond, ISBN 978-0-664-25564-0, Westminster John Knox Press.
- ——— (2003) [1963, Charles Scribner's Sons], The Eternal Now, ISBN 0-334-02875-2 (sermões universitários 1955–63), SCM Press, cópia arquivada em 26 de novembro de 2005.
- ——— (1965),  Brown, D. Mackenzie, ed., Ultimate Concern: Tillich in Dialogue, Harper & Row, cópia arquivada em 26 de novembro de 2005.
- ——— (1966). The Future of Religions. New York: Charles Scribner's
  - ——— (1976) [1966],  Brauer, Jerald C., ed., The Future of Religions, ISBN 0060682477 (póstumo; inclui capítulo autobiográfico), Harper & Row.
- ——— (1966). On the Boundary. New York: Charles Scribner's
- ——— (1984) [1967],  Anshen, Ruth Nanda, ed., My Search for Absolutes, ISBN 0-671-50585-8 (póstumo; inclui capítulo autobiográfico), Simon & Schuster, cópia arquivada em 26 de novembro de 2005
- ——— (1969).  Adams, James Luther, ed. What Is Religion?. New York: Harper & Row
- ——— (1970),  Brauer, J.C, ed., My Travel Diary 1936: Between Two Worlds, Harper & Row, cópia arquivada em 22 de junho de 2006.
- ——— (1972),  Braaten, Carl Edward, ed., A History of Christian Thought: From its Judaic and Hellenistic Origins to Existentialism, ISBN 978-0-67121426-5, Simon & Schuster (editado de suas palestras e publicado postumamente).
  - A History of Christian Thought (1968), Harper & Row, contém a primeira parte das duas partes da edição de 197 (compreendendo as 38 palestras de Nova York).
- ——— (1981) [Alemanha, 1923], The System of the Sciences According to Objects and Methods, ISBN 978-0-83875013-1, Paul Wiebe transl., Londres: Bucknell University Press.
- ——— (1999),  Church, F. Forrester, ed., The Essential Tillich, ISBN 978-0-22680343-2 (antologia), U. of Chicago Press
- ——— (1981),  Lee, Paul, ed., The Meaning of Health, ISBN 9780913028872 (Livro), North Atlantic Books